# Tigveni, Argeș
Tigveni este satul de reședință al comunei cu același nume din județul Argeș, Muntenia, România.

## Monumente istorice
- Conacul Teodor Brătianu, conac construit de familia Tigveanu în secolul al XVIII-lea, Cod LMI: AG-II-m-A-13811.01
- Casa Elisabeta Stanciu, 1938, AG-II-m-B-13813

## Personalități marcante
- Gabriel Marinescu (1886-1940), general și om politic român.

## În artă
Conform I. D. Suchianu, Ion Luca Caragiale și niște prieteni se aflau într-o excursie pe valea Oltului când s-au oprit în satul Tigveni, pe malul Topologului. În cârciumă, aceștia s-au minunat de frumusețea unei sătence, iar la ieșire s-au întâlnit cu un grup de tineri care au observat că, „pentru fata asta o să se facă moarte de om”. Astfel ar fi apărut ideea piesei de teatru „Năpasta”.